# 江苏句东农场
江苏句东农场有限公司是位于江苏省句容市石山头27号的一个国有茶场，地处宁镇山脉南麓。现隶属于江苏省司法厅戒毒管理局旗下的江苏恒实集团。网站公告显示，茶场与江苏省句东强制隔离戒毒所相关。
茶场创建于1951年，历称句容县普渡桥茶场、暨南农场、句东农场、江苏省五七干部学校、石山头茶场。茶场占地约1.91平方公里。其中茶园1385亩、耕地439亩。2012年及之前，在国家统计局网站统计中，所在区域以句东农场之名列为句容市的一个类似乡级单位。